# 参考小売価格
参考小売価格（さんこうこうりかかく）とは、製造業者・卸売業者・輸入総代理店等小売業者以外の者（以下「製造業者等」）が小売業者に対して、製造業者等自身で設定して呈示する価格であり、かつ、カタログやパンフレット等の文書に記載するなどして当該商品を取り扱う小売業者に広く呈示されている場合の価格をいう。参考価格ともいう。